# فهرست فیلم‌های پویانمایی برزیلی
این فهرست فیلم‌های پویانمایی ساخته‌شده در برزیل است.

## دهه ۱۹۱۰
| ۱۹۱۷                                        |               |              |                                   |
| کایسر                                       | آلوارو مارینز | سل پویانمایی | اولین فیلم کوتاه پویانمایی برزیلی |
| شوخی‌های چیکینیو و دوست جدا نشدنی اش جاگونسو | ناشناخته      | سل پویانمایی | گم.                               |
| ۱۹۱۸                                        |               |              |                                   |
| ماجراهای بیل و بول                          |               | سل پویانمایی | گم.                               |

## دهه ۱۹۲۰
| ۱۹۲۹                  |           |              |                                                       |
| میمون زشت، میمون زیبا | لوئیس سیل | سل پویانمایی | قدیمی‌ترین رکورد یک فیلم انیمیشن برزیلی با کپی حفظ‌شده. |

## دهه ۱۹۳۰
| ۱۹۳۰               |           |              |               |
| فریولیتا           | لوئیس سیل | سل پویانمایی |               |
| ۱۹۳۸               |           |              |               |
| ویرگولینو گرفتن    | لوئیس سا  | سل پویانمایی | تا حدی گم‌شده. |
| ماجراهای ویرگولینو | لوئیس سا  | سل پویانمایی | تا حدی گم‌شده. |

## دهه ۱۹۴۰
| ۱۹۴۰            |                    |              |  |
| بدشانسی‌های لولو | آنلیو لاتینی فیلهو | سل پویانمایی |  |

## دهه ۱۹۵۰
| ۱۹۵۱          |              |                 |                                   |
| سمفونی آمازون | روبرتو میلر  | سل پویانمایی    | اولین فیلم پویانمایی بلند برزیلی. |
| ۱۹۵۷          |              |                 |                                   |
| رومبا         | آنلیو لاتینی | پویانمایی تجربی |                                   |
| ۱۹۵۹          |              |                 |                                   |
| بوگی ووگی     | روبرتو میلر  | پویانمایی تجربی |                                   |

## دهه ۱۹۷۰
| ۱۹۷۰               |                                    |                          |                                                                                           |
| باتوکه             | پدرو ارنستو استیلپن                | سل پویانمایی             | برنده جایزه بهترین انیمیشن توسط هیئت داوران محبوب جشنواره برازیلیا در سال ۱۹۷۰.           |
| ۱۹۷۱               |                                    |                          |                                                                                           |
| هدیه کریسمس        | آلوارو هنریکه گونسالوز             | سل پویانمایی             | گم.                                                                                       |
| کارناوال ۲۰۰۱      | روبرتو میلر                        | پویانمایی تجربی          |                                                                                           |
| ۱۹۷۲               |                                    |                          |                                                                                           |
| پیکنزه             | یپ ناکاشیما                        | سل پویانمایی             | اولین فیلم پویانمایی بلند برزیلی با رنگ‌ها                                                 |
| باله لیساجوز       | آلوئیزیو آرسلا و José Mário Parrot | پویانمایی رایانه‌ای       | اولین فیلم کوتاه پویانمایی رایانه‌ای برزیلی، به افتخار فیزیکدان فرانسوی ژول آنتوان لیساژو. |
| ۱۹۷۴               |                                    |                          |                                                                                           |
| کاراکارا           | روی پروتی                          | سل پویانمایی             | فیلم کوتاه آزمایشی برای یک مجموعه تلویزیونی که هرگز تولید نشد.                            |
| ۱۹۷۵               |                                    |                          |                                                                                           |
| ایکاروس و هزارتو   | آنتونیو مورنو                      | لایو اکشن/فیلم پویانمایی | فیلم کوتاه آزمایشی برای یک مجموعه تلویزیونی که هرگز تولید نشد.                            |
| ۱۹۷۶               |                                    |                          |                                                                                           |
| کریسمس باند مونیکا | مائوریسیو دسوزا و جیم کورتز        | سل پویانمایی             | پویانمایی کوتاه.                                                                          |
| ۱۹۷۸               |                                    |                          |                                                                                           |
| کان-کان            | روبرتو میلر                        | پویانمایی تجربی          |                                                                                           |
| ۱۹۷۹               |                                    |                          |                                                                                           |
| حماسه بال سفید     | لوئیز گونزاگا دی اولیویرا          | سل پویانمایی             |                                                                                           |

## دهه ۱۹۸۰
| ۱۹۸۱                       |                             |                          |                                                               |
| میو!                       | مارکوس ماگالهاس             | سل پویانمایی             | فیلم کوتاه برنده جایزه ویژه هیئت داوران در کن، ۱۹۸۲           |
| ۱۹۸۲                       |                             |                          |                                                               |
| اسکویچ                     | فلاویو دل کارلو             | لایو اکشن/فیلم پویانمایی | فیلم کوتاه برنده جایزه ویژه هیئت داوران در کن، ۱۹۸۲           |
| ماجراهای باند مونیکا       | مائوریسیو دسوزا             | سل پویانمایی             |                                                               |
| انیماندو                   | مارکوس ماگالهاس             | سل پویانمایی             | فیلم کوتاهی که تکنیک‌های مختلف انیمیشن را نشان می‌دهد           |
| ۱۹۸۳                       |                             |                          |                                                               |
| تزوبرا تزوما               | فلاویو دل کارلو             | سل پویانمایی             |                                                               |
| باند مونیکا: شاهدخت و ربات | مائوریسیو دسوزا             | سل پویانمایی             |                                                               |
| ۱۹۸۴                       |                             |                          |                                                               |
| گاو آروآ                   | چیکو لیبراتو                | سل پویانمایی             |                                                               |
| ۱۹۸۵                       |                             |                          |                                                               |
| سیاره زمین                 | مارکوس ماگالهاس             | سل پویانمایی             | فیلم کوتاه با حضور ۳۰ هنرمند برای مناسبت سال جهانی صلح (۱۹۸۶) |
| احمق‌ها در پادشاهی فانتزی   | دده سانتانا                 | لایو اکشن/فیلم پویانمایی | سکانس پویانمایی در یک فیلم بلند لایو اکشن                     |
| ۱۹۸۶                       |                             |                          |                                                               |
| فرانکشتاین پانک            | کائو همبرگر و الیانا فونسکا | استاپ‌موشن                |                                                               |
| شبانه                      | آیدا کی‌روش                  | سل پویانمایی             |                                                               |
| مسپ مووی                   | همیلتون زینی جونیور         | سل پویانمایی             |                                                               |
| ماجراهای نو باند مونیکا    | مائوریسیو دسوزا             | سل پویانمایی             |                                                               |
| احمق‌ها در دم دنباله‌دار     | دده سانتانا                 | لایو اکشن/فیلم پویانمایی |                                                               |
| ۱۹۸۷                       |                             |                          |                                                               |
| مونیکا و پری دریایی رود    | مائوریسیو دسوزا             | لایو اکشن/فیلم پویانمایی |                                                               |
| باند مونیکا در: لولو       | مائوریسیو دسوزا             | سل پویانمایی             |                                                               |
| ۱۹۸۸                       |                             |                          |                                                               |
| خداحافظ                    | سیو دی‌الیا                  | سل پویانمایی             |                                                               |
| دختر پرده‌ها                | کائو همبرگر                 | سل پویانمایی             |                                                               |
| باند مونیکا و ستاره جادویی | مائوریسیو دسوزا             | سل پویانمایی             |                                                               |

## دهه ۱۹۹۰
| ۱۹۹۰                                      |                                      |                    | |
| چیکو بنتو، به جگوار نگاه کن!              | مائوریسیو دسوزا                      | سل پویانمایی       | فیلم متوسط (مجموعه فیلم‌های کوتاه)؛ اولین فیلم ویدئویی پویانمایی برزیلی.                                                     |
| ۱۹۹۱                                      |                                      |                    | |
| درخت کریسمس                               | فلاماریون فریرا                      | سل پویانمایی       | |
| ۱۹۹۳                                      |                                      |                    | |
| ال ماچو                                   | انیو تورسان جونیور                   | سل پویانمایی       | |
| کریسمس همه                                | مائوریسیو دسوزا                      | سل پویانمایی       | |
| ۱۹۹۴                                      |                                      |                    | |
| راکی و هادسون                             | اتو گوئرا                            | سل پویانمایی       | اولین فیلم پویانمایی بزرگسال گرا برزیلی.                                                                                    |
| ۱۹۹۵                                      |                                      |                    | |
| اسمیلینگیدو در مد زرد                     | مارسیا دی‌هاسه                        | سل پویانمایی       | |
| گین پانان و مبدأ درخت پجی‌بایه             | لوئیز فرناندو پراتزو                 | سل پویانمایی       | فیلم کوتاه؛ اولین پویانمایی قوم‌نگاری ساخته‌شده در برزیل توسط دانشگاه دولتی، دانشگاه فدرال ریو دو ژانیرو.                     |
| ۱۹۹۶                                      |                                      |                    | |
| کاسیوپیا                                  | کلوویس ویرا                          | پویانمایی رایانه‌ای | اولین فیلم پویانمایی رایانه‌ای بلند برزیلی.                                                                                  |
| ستاره هشت پر                              | مارکوس ماگالهاس                      | مستند/سل پویانمایی | فیلم کوتاه ساخته شده با نقاشی‌های فرناندو دینیز، جایزه ویژه هیئت داوران در گرامادو، ۱۹۹۶.                                    |
| باند مونیکا در فریم به فریم               | مائوریسیو دسوزا                      | سل پویانمایی       | |
| ۱۹۹۷                                      |                                      |                    | |
| ویدئوکمیک باند مونیکا: مونیکو             | مائوریسیو دسوزا                      | سل پویانمایی       | |
| ۱۹۹۸                                      |                                      |                    | |
| قلعه‌های باد                               | تانیا آنیا                           | سل پویانمایی       | |
| بهترین عاشقان قهوه می‌نوشند                | ویلسون لازارتی و مائوریسیو اسکواریسی | سل پویانمایی       | فیلم کوتاهی دربارهٔ انقلاب مشروطیت ۱۹۳۲                                                                                      |
| ویدئوکمیک باند مونیکا: طرح خونین          | مائوریسیو دسوزا                      | سل پویانمایی       | |
| ویدئوکمیک باند مونیکا: سرم عجیب دکتر ایکس | مائوریسیو دسوزا                      | سل پویانمایی       | |
| ۱۹۹۹                                      |                                      |                    | |
| خدا پدر است                               | آلن سیبر                             | سل پویانمایی       | فیلم کوتاه برنده نمایش رقابتی در جشنواره فیلم گرامادو در سال ۱۹۹۹ و بهترین انیمیشن برزیل در آنیما-موندی کاریوکا در سال ۱۹۹۹ |
| ویدئوکمیک باند مونیکا: جزیره مرموز        | مائوریسیو دسوزا                      | سل پویانمایی       | |

## دهه ۲۰۰۰
| ۲۰۰۱                                        |                              |                          |       |
| پتروسیو فلکر کجا خواهد رفت؟                 | آلن سیبر                     | سل پویانمایی             |       |
| جیرجیرک شاد                                 | والبرسی ریباس                | سل پویانمایی             |       |
| ۲۰۰۲                                        |                              |                          |       |
| اسمیلینگیدو در تهاجم                        | دیتر فوکس                    | سل پویانمایی             |       |
| ۲۰۰۴                                        |                              |                          |       |
| سینما کمیک: فیلم                            | خوزه مارسیو نیکوزی           | سل پویانمایی             |       |
| ۲۰۰۵                                        |                              |                          |       |
| سینما کمیک ۲                                | مائوریسیو دسوزا              | سل پویانمایی             |       |
| شوسینها و گوتو در برابر هیولاهای فضایی      | کلورسون سارمبا و موآسیر گوس  | لایو اکشن/فیلم پویانمایی |       |
| ۲۰۰۶                                        |                              |                          |       |
| وود و استاک: جنس، پونه کوهی و راک اند رول   | اتو گوئرا                    | سل پویانمایی             |       |
| ماشین‌های کوچک در مسابقه بزرگ                | ویدئو برینکدو                | پویانمایی رایانه‌ای       |       |
| ۲۰۰۷                                        |                              |                          |       |
| بچه‌های برزیلی                               | پائولو مونهوز                | سل پویانمایی             |       |
| پسر کیهانی                                  | آل آبرو                      | سل پویانمایی             |       |
| یک ماجراجویی در زمان                        | مائوریسیو دسوزا              | پویانمایی فلش            |       |
| ماشین‌های کوچک ۲: ماجراهای در رودوپلیس       | ویدئو برینکدو                | پویانمایی رایانه‌ای       |       |
| ماشین‌های کوچک ۳: سریع و کنجکاو              | ویدئو برینکدو                | پویانمایی رایانه‌ای       |       |
| مدرسه پرنسس کوچولو                          | ویدئو برینکدو                | پویانمایی فلش            |       |
| راتاتوینگ                                   | ویدئو برینکدو                | پویانمایی رایانه‌ای       |       |
| زنبور عسل کوچک                              | ویدئو برینکدو                | پویانمایی رایانه‌ای       |       |
| گلدیفورماتورز                               | مارکو آلمار                  | پویانمایی رایانه‌ای       |       |
| ۲۰۰۸                                        |                              |                          |       |
| سینما کمیک ۳                                | مائوریسیو دسوزا              | پویانمایی فلش            |       |
| ماشین‌های کوچک ۴: ماجراهای جینی نو           | ویدئو برینکدو                | پویانمایی رایانه‌ای       |       |
| ماشین‌های کوچک ۵: ماجراهای بزرگ              | ویدئو برینکدو                | پویانمایی رایانه‌ای       |       |
| پاندا جنگنده کوچولو                         | ویدئو برینکدو                | پویانمایی رایانه‌ای       |       |
| گلدیفورماتورز ۲                             | مارکو آلمار                  | پویانمایی رایانه‌ای       |       |
| بی‌آر فوتبال                                 | مارکو آلمار                  | پویانمایی رایانه‌ای       |       |
| ۲۰۰۹                                        |                              |                          |       |
| بیلووارس                                    | پائولو مونهوز                | سل پویانمایی             |       |
| سینما کمیک ۴                                | مائوریسیو دسوزا              | پویانمایی فلش            | تالیف |
| جیرجیرک شاد و حشره‌های غول‌پیکر               | والبرسی ریباس و رافائل ریباس | پویانمایی رایانه‌ای       |       |
| ماشین‌های کوچک ۶: خشم سریع خط                | ویدئو برینکدو                | پویانمایی رایانه‌ای       |       |
| ماشین‌های کوچک ۷: شتاب گرفت و آماده رفتن است | ویدئو برینکدو                | پویانمایی رایانه‌ای       |       |
| هیولاهای کوچک و بزرگ                        | ویدئو برینکدو                | پویانمایی رایانه‌ای       |       |
| چه خبر: بالون برای نجات!                    | ویدئو برینکدو                | پویانمایی رایانه‌ای       |       |

## دهه ۲۰۱۰
| ۲۰۱۰                                     |                                               |                          |                                                         |
| سینما کمیک ۵                             | مائوریسیو دسوزا                               | پویانمایی فلش            | تالیف                                                   |
| ۲۰۱۱                                     |                                               |                          |                                                         |
| برزیل انیمادو                            | ماریانا کالتابیانو                            | لایو اکشن/فیلم پویانمایی | اولین فیلم برزیلی کاملاً با فناوری سه بعدی تولید شده‌است. |
| ۲۰۱۲                                     |                                               |                          |                                                         |
| ۳۱ دقیقه، فیلم                           | آلوارو دیاز و پدرو پیرانو                     | نمایش عروسکی             | تولید مشترک با شیلی و اسپانیا.                          |
| بچه‌های برزیلی: جنگل مال ماست             | پائولو مونهوز                                 | سل پویانمایی             |                                                         |
| ماهی فضانورد: مأمور مخفی صدف خوراکی      | سلیا کاتوندا و کیکو میستروریگو                | سل پویانمایی             | تالیف                                                   |
| سینما کمیک ۶                             | مائوریسیو دسوزا                               | پویانمایی فلش            | تالیف                                                   |
| ۲۰۱۳                                     |                                               |                          |                                                         |
| ریو ۲۰۹۶: داستان عشق و خشم               | لوئیز بولونیسی                                | سل پویانمایی             |                                                         |
| تا زمانی که اسبورنیا ما را از هم جدا کند | اتو گوئرا، انیو تورسان جونیور                 | سل پویانمایی             |                                                         |
| کرم‌ها                                    | پائولو کونتی، آرتور نونس                      | استاپ‌موشن                | اولین فیلم پویانمایی استاپ‌موشن برزیلی.                  |
| ۲۰۱۴                                     |                                               |                          |                                                         |
| پسر و دنیا                               | آل آبرو                                       | سل پویانمایی             |                                                         |
| سینما کمیک ۷                             | مائوریسیو دسوزا                               | پویانمایی فلش            | تالیف                                                   |
| ماجراهای هواپیمای قرمز                   | فردریکو پینتو و خوزه مایا                     | سل پویانمایی             |                                                         |
| تاریخ قبل از یک تاریخ                    | ویلسون لازارتی                                | سل پویانمایی             |                                                         |
| ۲۰۱۵                                     |                                               |                          |                                                         |
| ماجراهای کلمبو کوچک                      | رودریگو گاوا                                  | پویانمایی فلش            |                                                         |
| سینما کمیک ۸                             | مائوریسیو دسوزا                               | پویانمایی فلش            | تالیف                                                   |
| ۲۰۱۶                                     |                                               |                          |                                                         |
| سینما کمیک ۹                             | مائوریسیو دسوزا                               | پویانمایی فلش            | تالیف                                                   |
| ۲۰۱۷                                     |                                               |                          |                                                         |
| باگی‌گنگ در فضای بیرونی                   | آل مک‌هادو                                     | پویانمایی رایانه‌ای       |                                                         |
| لینو: هیولای مخملی                       | رافائل ریباس                                  | پویانمایی رایانه‌ای       |                                                         |
| داستان‌های جن زده: فیلم                   | ویکتور هوگو بورخس                             | پویانمایی فلش            |                                                         |
| ۲۰۱۸                                     |                                               |                          |                                                         |
| ماهی فضانورد: فیلم                       | سلیا کاتوندا و کیکو میستروریگو                | پویانمایی فلش            |                                                         |
| تیتو و پرنده‌ها                           | گبریل بیطار، گوستاوو اشتاینبرگ و آندره کاتوتو | سل پویانمایی             |                                                         |
| شهر دزدان دریایی                         | اتو گوئرا                                     | سل پویانمایی             |                                                         |

## دهه ۲۰۲۰
| عنوان                             | کارگردان                                                   | ژانر               | یادداشت‌ها | ۲۰۲۰ | ۲۰۲۰ | ۲۰۲۰ | ۲۰۲۰ | ۲۰۲۰ | ۲۰۲۰ | ۲۰۲۰ |
| آندرگراندها، آغاز                 | نلسون بوتر جونیور                                          | پویانمایی فلش      |           |      |      |      |      |      |      |      |
| یک شب قبل از کریسمس               | نلسون بوتر جونیور                                          | پویانمایی فلش      |           |      |      |      |      |      |      |      |
| ۲۰۲۱                              |                                                            |                    |           |      |      |      |      |      |      |      |
| طومار قرمز                        | نلسون بوتر جونیور                                          | پویانمایی فلش      |           |      |      |      |      |      |      |      |
| باب کاسپه: ما مردم را دوست نداریم | سزار کابرال                                                | استاپ‌موشن          |           |      |      |      |      |      |      |      |
| ناهوئل و کتاب جادویی              | آکونا آلمانی                                               | سل پویانمایی       |           |      |      |      |      |      |      |      |
| ۲۰۲۲                              |                                                            |                    |           |      |      |      |      |      |      |      |
| تارسیلینها                        | سلیا کاتوندا و کیکو میستروریگو                             | پویانمایی رایانه‌ای |           |      |      |      |      |      |      |      |
| دوست بزرگ بزرگ من: فیلم           | آندرس لیبان                                                | پویانمایی فلش      |           |      |      |      |      |      |      |      |
| فیل فراموشکار                     | زی براندائو                                                | پویانمایی فلش      |           |      |      |      |      |      |      |      |
| دایی من خوزه                      | دوکا ریوس                                                  | پویانمایی فلش      |           |      |      |      |      |      |      |      |
| ۲۰۲۳                              |                                                            |                    |           |      |      |      |      |      |      |      |
| سرآشپز جک: آشپز ماجراجو           | آرتور کاستا، کارلوس دانیل، گیلرمه فیوزا و رودریگو گیمارائش | پویانمایی فلش      |           |      |      |      |      |      |      |      |
| پرلیمپس                           | آل آبرو                                                    | سل پویانمایی       |           |      |      |      |      |      |      |      |